# Гюшун
Гюшун (азерб. Hüşun) — село в Агдашском районе Азербайджана.

## Этимология
Название села происходит от монгольского слова «хошун» (имение, владение).

## История
Село Гюшун в 1913 году согласно административно-территориальному делению Елизаветпольской губернии относилось к Хосровскому сельскому обществу Арешского уезда.
В 1926 году согласно административно-территориальному делению Азербайджанской ССР село относилось к дайре Гаджи-Алилы Геокчайского уезда.
После реформы административного деления и упразднения уездов в 1929 году был образован Кюкельский сельсовет в Агдашском районе Азербайджанской ССР.
Согласно административному делению 1961 и 1977 года село Гюшун входило в Кюкельский сельсовет Агдашского района Азербайджанской ССР.
В 1999 году в Азербайджане была проведена административная реформа и был учрежден Кюкельский муниципалитет Агдашского района, куда и вошло село.

## География
Гюшун расположен на берегу реки Турианчай, близ села протекает канал Гюшунарх.
Село находится в 1 км от центра муниципалитета Кюкель, в 14 км от райцентра Агдаш и в 231 км от Баку. Ближайшая железнодорожная станция — Ляки.
Село находится на высоте 79 метров над уровнем моря.

## Население
| Численность населения | Численность населения | Численность населения |
| 1886                  | 1985                  | 2009                  |
| --------------------- | --------------------- | --------------------- |
| 258                   | ↗970                  | ↗1052                 |

В 1886 году в селе проживало 258 человек, все — азербайджанцы, по вероисповеданию — мусульмане-сунниты.

## Климат
Среднегодовая температура воздуха в селе составляет +15 °C. В селе семиаридный климат.

## Инфраструктура
В советское время близ села располагались две овце-товарные фермы.
В селе располагается средняя школа имени Дж. Ширинова.